# 刈谷市立朝日中学校
刈谷市立朝日中学校（かりやしりつあさひちゅうがっこう）は、愛知県刈谷市野田町陣戸池152番地にある公立中学校。1988年（昭和63年）4月1日に刈谷市立依佐美中学校から分離独立して開校した。刈谷市立双葉小学校（一部）、刈谷市立東刈谷小学校、刈谷市立朝日小学校の児童が進学する。

## 地理
1987年（昭和62年）4月1日に開校した刈谷市立朝日小学校に隣接している。JR東海道本線野田新町駅より徒歩20分、東刈谷駅より徒歩約24分。敷地の周囲を水田に囲まれているが、学区は急速に住宅地化が進展している。国道23号知立バイパスと国道419号に挟まれた場所にある。

## 沿革
- 1988年（昭和63年）4月1日 - 刈谷市立依佐美中学校から分離独立して開校[2]。
- 1989年（平成元年） - 校歌・校章を制定。
- 1993年（平成5年） - 校訓を制定。
- 1997年（平成9年）8月30日 - 創立10周年記念式典を開催[2]。
- 2007年（平成19年）11月15日 - 創立20周年記念式典を開催[2]。
- 2014年（平成26年）7月21日 - 全日本少年少女武道錬成大会 (弓道)で全国奮闘賞受賞[2]。
- 2017年（平成29年）8月21日 - 野球部が第39回全国中学校軟式野球大会で準優勝[2][3]。
- 2017年（平成29年）11月3日 - 創立30周年記念式典を開催[2]。

## 生徒数・学級数
1997年度（平成9年度）の生徒数は759人だった。2017年度（平成29年度）の学級数は22学級であり生徒数は688人だった。

## 部活動
運動部
- 野球部
- ソフトボール部
- サッカー部
- ソフトテニス部
- バレーボール部
- バスケットボール部
- 卓球部
- 剣道部
- 弓道部
- 陸上部
- 水泳部

文化部
- オーケストラ部
- 科学部
- 総合文化部

## 卒業生
- 松雪泰葉 - レスリング選手
- 松雪成葉 - レスリング選手
- 森山幸美 - 競泳選手。2018年日本選手権水泳競技大会800m自由形優勝。